# Гранични камен
Гранични камен је физичка баријера која обележава почетак копнене границе, или промену њене линије. Постоји још неколико врста именованих граничних ознака, познатих као гранична стабла, стубови, обелисци и углови. Радикалнија верзија може бити и зид, какав је раздвајао Западну и Источну Немачку. Гранични камен такође може бити маркер кроз који граница пролази праволинијски и на њима може бити постављена гранична ознака. Иако углавном деле две државе, могу се наћи и на тромеђи. Такав пример је Триплекс конфинијум, у облику споменика, који раздваја Мађарску, Србију и Румунију. Једнострано постављање граничног камена може изазвати спор суседних држава, док се сама гранична линија неретко не поклапа са правцем који показује постављено камење. Гранични камен је честа појава на планинским превојима, у случајевима када граница прелази преко њих.